# Caroline Lamb
Lady Caroline Lamb (13 de novembre de 1785 – 26 de gener de 1828) fou una aristòcrata i novel·lista britànica, principalment coneguda per la relació sentimental que va mantenir amb Lord Byron l'any 1812 i l'escàndol associat a la publicació del seu llibre Glenarvon. El seu marit era el William Lamb, 2n vescomte de Melbourne, però ella mai va portar el títol de vescomtessa de Melbourne perquè va morir abans que el seu cònjuge heretara el títol; per això és coneguda només com a Lady Caroline Lamb.
Era l'única filla de Frederick Ponsonby, 3r comte de Bessborough, i d'Henrietta Frances Spencer, comtessa de Bessborough. A banda, cal esmentar que era neboda de Georgiana Cavendish, duquessa de Devonshire i cosina (per matrimoni) de Lady Byron.

## Joventut i educació

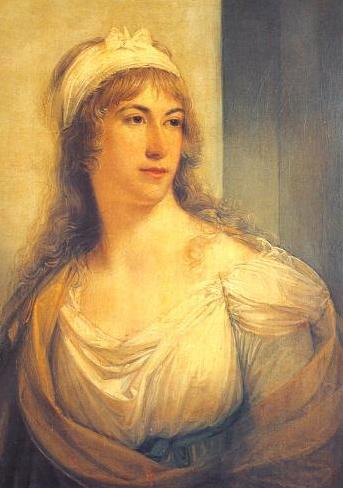
La mare de Caroline, Henrietta, comtessa de Bessborough

Va nàixer com l'Hororable Caroline Ponsonby i esdevingué Lady Caroline quan son pare va heretar el títol de comte (earl), l'any 1793. De petita va estar delicada de salut, i per això va passar llargues temporades al camp, però a partir de 1794 va viure a Devonshire House amb els seus cosins: Lord Hartington (posteriorment 6è duc de Devonshire), Lady Georgiana i Lady Harriet Cavendish; i els dos fills de Lady Elizabeth Foster i el duc de Devonshire. Va ser educada en companyia d'aquests xiquets a Devonshire House, i durant aquest període va estar molt unida a Lady Harriet, que només era tres mesos major que ella.
Lady Morgan diu en les seues memòries que Lady Caroline li va confessar que havia estat criada com un xicot, i que pràcticament va ser incapaç de llegir i escriure fins a l'adolescència. Tot i que molts estudiosos han acceptat això (i altres asseveracions melodramàtiques fetes per Lady Morgan) a ulls clucs, la correspondència publicada dels membres de la seua família hi planteja dubtes seriosos. L'àvia que compartia amb els seus cosins Cavendish, la formidable vídua Lady Spencer, es va dedicar amb coratge a la promoció de l'educació i posteriorment va contractar la institutriu dels xiquets com a dama de companyia. Aquesta institutriu era Miss Selina Trimmer, filla de Mrs. Sarah Trimmer, una coneguda i respectada escriptora de contes morals per a xiquets. La institutriu va ensenyar als xiquets una llarga llista de matèries, molt més enllà de la mera alfabetització. Hi ha una carta publicada de Lady Lamb, escrita el 31 d'octubre de 1796 (poc abans del seu 11è aniversari) que no sols demostra coneixements bàsics d'escriptura, sinó un agut enginy i talent per a la imitació. Lady Caroline fou educada de manera excepcional a casa, i també va assistir a escola a Hans Place, Londres.
En els primers anys de la seua edat adulta, no sols va escriure prosa i poesia sinó que també va esbossar retrats. Aquestes habilitats cortesanes la situaven en bona consideració. Parlava francès i italià amb fluïdesa, tenia coneixements de grec i llatí i gaudia amb la música i el teatre.

## Matrimoni i fills

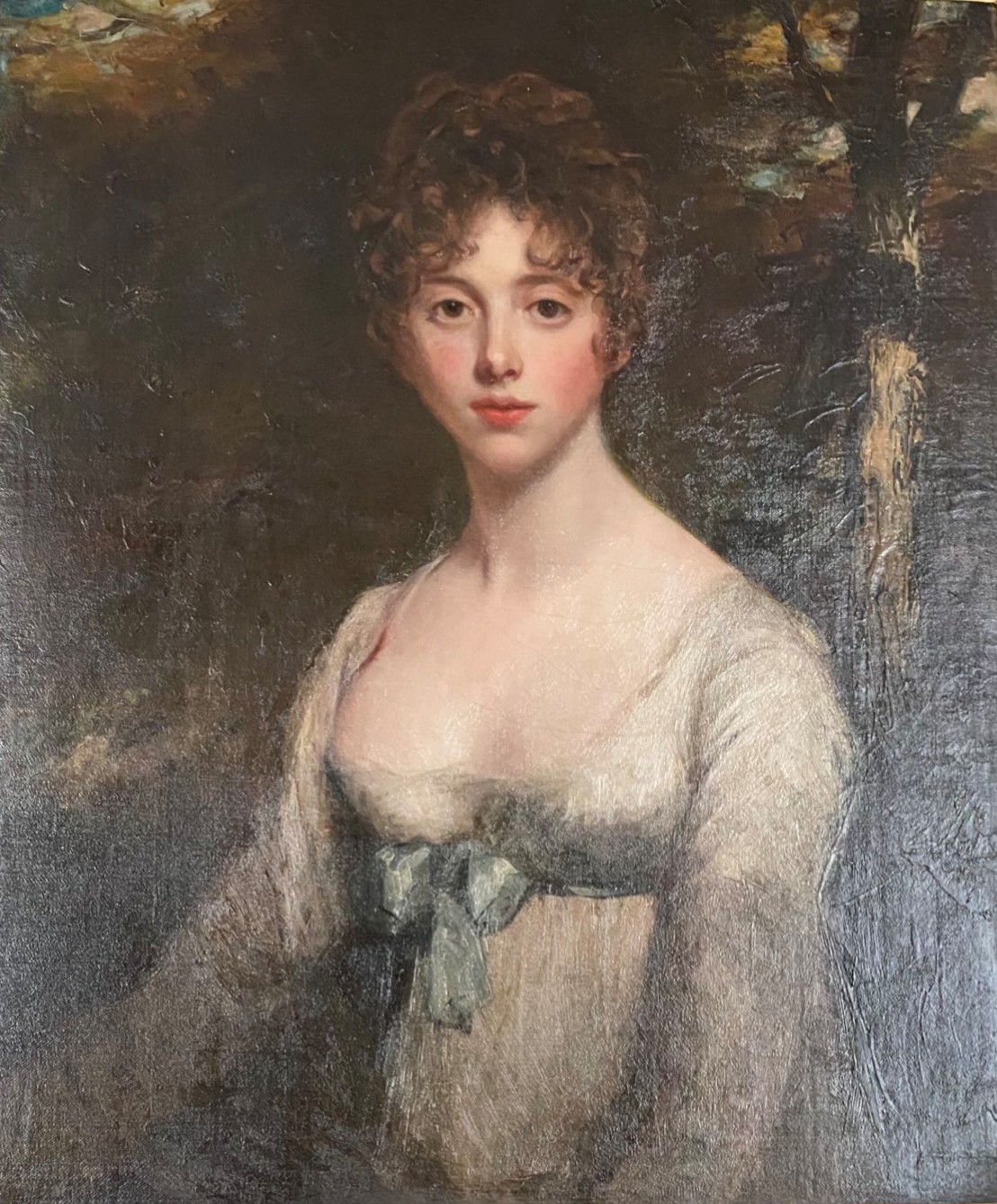
Lady Caroline Lamb

El juny de 1805, a l'edat de 19 anys, Lady Caroline es va casar amb l'Honorable William Lamb, un jove i prometedor polític, hereu del 1r vescomte de Melbourne. Tot i que el matrimoni havia estat astutament orquestrat per la mare de William Lamb, va tractar-se d'un casament per amor. La parella havia esdevingut "mútuament captivada" durant una visita a Brocket Hall l'any 1802, i durant molts anys van gaudir d'un matrimoni feliç. De la seua unió va nàixer un fill l'any 1807 i una filla prematura el 1809, que morí en 24 hores. Lady Caroline patia molt en els parts, i es veia obligada a seguir llargs períodes de recuperació després de cada un. El seu fill va nàixer amb greus problemes mentals, que ben bé van poder ser una mena d'autisme. Tot i que molts aristòcrates deixaven la cura dels seus malalts mentals als manicomis, els Lamb van ocupar-se directament del seu fill fins que va morir. L'estrés, combinat amb l'absorbent carrera política de William Lamb, va obrir un clivell entre ells.

## LordByron
Des del març a l'agost de 1812, Lady Caroline es va embarcar en un escandalós idil·li amb Lord Byron. Ell tenia 24 anys, i ella 27. Lady Caroline havia rebutjat les atencions del poeta en el seu primer encontre, tot segellant el que seria un durador epitafi de Byron, quan el va descriure com "boig, dolent i perillós de conèixer." La resposta de Byron va ser la de percaçar-la apassionadament.
Durant els mesos següents, Lady Caroline i Lord Byron es bescantaven mútuament en públic, mentre que en privat sucumbien al seu amor. Byron es referia a Lady Caroline amb l'hipocorístic "Caro", que ella va adoptar com a àlies públic. Quan Byron va tallar, el marit de Lady Caroline va enviar la dissortada i desolada Caroline a Irlanda. La distància no va refredar l'interès de Lady Caroline pel poeta; ella i Byron es van escriure constantment durant l'exili. No obstant això, quan Lady Caroline va tornar a Londres, l'any 1813, Byron va deixar-li ben clar que no tenia intenció de reprendre la relació. Tot això va desembocar en el que potser és el primer cas d'assetjament d'una celebritat de la història, pels reiterats intents, cada vegada més públics, de reunir-se amb el seu antic amant.
L'obsessió de Lady Caroline per Byron va marcar gran part de la seua vida posterior i va influir tant en les seues pròpies obres com en les de Byron. Tots dos van escriure poemes en l'estil de l'altre, sobre l'altre, fins i tot inserint-hi clars missatges a l'altre en els seus versos. Després d'una visita frustrada a la casa de Byron, Lady Caroline va escriure "Recorda'm!" a la guarda d'un dels llibres de Byron. Ell li va respondre amb el poema d'odi "Recordar-te! Recordar-te!; fins que creme l'espelma de la vida de Leteu, remordiment i vergonya duràs rere tu, I et percaçaran com un somni febril! Recordar-te! Ai, no ho dubtes. El teu marit també pensarà en tu! Ningú no t'oblidarà, Falsa per a ell, dimoni per a mi!"
La seua cosina Harriet (aleshores, Lady Granville), amb la qual les relacions de Lady Caroline s'havien anat deteriorant des de la infantesa, la va visitar al desembre de 1816 i no podia creure que en el seu capteniment no hi haguera cap mostra de penediment, fins al punt que va acabar la descripció de la seua visita, en una carta a la seua germana, d'aquesta manera: "Vaig dir-li que només la visitaria una vegada a l'any."

## Carrera literària
L'obra més famosa de Lady Caroline és Glenarvon, una novel·la gòtica que va ser publicada l'any 1816, poques setmanes després que Byron abandonara Anglaterra. Tot i que va ser publicada anònimament, l'autoria de Lady Caroline era el secret de la sària. Hi va incloure una descripció literària, amb prou feines dissimulada, d'ella mateixa i del seu antic amant, que és pintat com un heroi de guerra que esdevé traïdor contra la causa d'Irlanda. L'obra és destacable perquè inclou la primera versió de l'heroi byronià en una obra aliena a Byron, així com una detallada anàlisi del període romàntic; i més concretament del ton. Lady Caroline hi insereix caricatures mordaces de diversos membres de l'alta societat. Una de les retradades, Lady Jersey, va cancel·lar l'abonament de Lady Caroline al club Almack's com a represàlia. Aquesta va ser la primera salva d'una reacció en cadena que va acabar excloent Lady Lamb de l'alta societat. Byron va respondre a la novel·la: "També he llegit Glenarvon de Caro Lamb… Maleïda de Déu!". El llibre va ser un èxit de vendes, amb diverses edicions, però va ser menyspreat pels crítics com a mer fulletó. Això no obstant, estudiosos posteriors com ara el filòsof Goethe va reivindicar que era mereixedor de ser considerat literatura seriosa.
L'any 1819, Lady Caroline va donar mostra de la seua capacitat d'imitació de l'estil de Byron en el poema narratiu "A New Canto". Anys enrere, havia suplantat Byron en una carta als editors del poeta perquè li enviaren un retrat d'ell. Va funcionar; el to i contingut de la seua petició van aconseguir enganyar-los, i van enviar-li el quadre. Va emprar aquesta habilitat per respondre al Don Juan de Byron. Lady Caroline estava molt afectada per les al·lusions a ella que Byron hi havia inserit; per exemple, la frase "Hi ha qui fa de dimoni, i després escriu una novel·la" de "Don Juan II". En "A New Canto", Lady Caroline va escriure -tot imitant Byron-: "Estic fart de la fama. N'estic tan tip que gairebé podria lamentar la feliç hora en què els oracles del nord em van proclamar tediós."Byron mai no hi va respondre públicament. Un crític de l'època opinà que "l'autor d'aquest agut disbarat ha pretès de manera evident fer una imitació de Lord Byron. És una rapsòdia de principi a fi."
Lady Caroline va publicar tres novel·les més durant la seua vida: Graham Hamilton (1822), Ada Reis (1823) i Penruddock (1823).

## Últims anys i mort
Una de les confidents i íntimes amigues de Byron va ser la mateixa mare de William Lamb, la captivadora Lady Melbourne. Lady Melbourne havia estat qui havia arranjat l'avantatjós mantrimoni del seu fill amb Lady Caroline. No obstant això, des que Lady Caroline va començar el seu idil·li amb Byron, la seua sogra va encetar una llarga i descarada campanya per apartar-la del seu fill. William Lamb va refusar sotmetre-s'hi, i va lamentar que sa mare haguera conspirat contra la seua muller en connivència amb Byron. Tot titllant Byron de traïdor, William Lamb va donar suport a la seua muller fins que ella va morir.
Finalment, va ser Lady Caroline qui es va imposar al seu marit en sol·licitar-li la separació formal, l'any 1825. Ambdós havien tingut nombroses aventures extramatrimonials i ella ja no volia continuar jugant un doble joc. Va traslladar la seua residència permanent a Brocket Hall. Els problemes d'inestabilitat mental de Lady Caroline van anar agreujant-se en els darrers anys, complicats per l'abús de l'alcohol i el làudan. Vers 1827 es trobava sota la cura permanent d'un metge al seu servei. La seua salut, sempre fràgil, va començar a deteriorar-se inexorablement. En aquell temps, William Lamb era cap de Secretaria d'Irlanda i va fer una perillosa travessia per estar al seu costat, quan Lady Caroline va morir el 25 de gener de 1828.

## Cultura popular
L'any 1972 es va estrenar la pel·lícula Lady Caroline Lamb, amb Sarah Miles en el paper protagonista. El 2003, la BBC va estrenar Byron  amb Jonny Lee Miller en el paper protagonista i Camilla Power com Lady Caroline Lamb.

## Per ampliar informació
- (anglès) Paul Douglass (2004) Lady Caroline Lamb: A Biography. Palgrave Macmillan.
- (anglès) Paul Douglass (2006) The Whole Disgraceful Truth: Selected Letters of Lady Caroline Lamb. Palgrave-Macmillan.
- (anglès) Paul Douglass and Leigh Wetherall Dickson (2009) The Collected Works of Lady Caroline Lamb. Pickering & Chatto.